# 三星Galaxy Fame
三星Galaxy Fame是三星電子在2013年2月發布的Android智能手機 。手機配備3.5英寸LCD 觸摸屏。部分型號有雙SIM卡或NFC功能